# Мекон
Мекон (др.-греч. Μήκων «мак») — в греческой мифологии афинянин, возлюбленный Деметры, которого она превратила в растение мак.

## Деметра и мак
Мекона — прежнее название Сикиона, где также побывала Деметра во время своих скитаний. Именно в Меконе Прометей обманул Зевса.
Связь мака с культом Деметры отмечается рядом поэтов (мак несли в руках вместе с колосьями). В современном греческом обычае украшать маками последний сноп нередко усматривают отголоски культа Деметры